# 벤 플랫: 라디오 시티 뮤직홀 라이브
《벤 플랫: 라디오 시티 뮤직홀 라이브》는 2020년 5월 20일에 개봉한 미국의 콘서트 영화이다. 배우이자 가수, 송라이터인 벤 플랫이 주연을 맡았다. 벤 플랫의 첫번째 콘서트인 Sing to Me Instead Tour 중 2019년 9월 29일에 뉴욕의 라디오 시티 뮤직 홀에서 공연한 것을 담고 있다. 2020년 5월 20일 넷플릭스에 공개되었다.

## 등장인물
- 벤 플랫

### 백보컬
- 크리스탈 모니 홀
- 코조 리틀스
- 알렌 르네 루이스

### 뮤지션
- 데이비드 쿡 - 음악 디렉터 / 피아노
- 마이크 리치우티 - 키보드
- 니르 펠더 - 기타리스트
- 저스틴 골드너 - 기타리스트
- 아만다 로 - 바이올린
- 리냇 빈카스 - 첼로
- 줄리아 애다미 - 베이시스트
- 데릭 라이트 - 드럼

### 참고
- 플랫은 원래 콘서트에서 스티비 원더의 "Overjoyed"를 커버하였지만, 스페셜에서는 부르지 않았다.

## 노래 목록
1. "Bad Habit"
2. "Temporary Love"
3. "Honest Man"
4. "Hurt Me Once"
5. "New"
6. "The Joke" (브랜디 칼라일 커버)
7. "Better"
8. "Share Your Address"
9. "Ease My Mind"
10. "Rain"
11. "In Case You Don't Live Forever"
12. "Take Me to the Pilot" (엘튼 존 커버)
13. "Grow as We Go"
14. "Older"
15. "Run Away"